# Incêndio na torre Grenfell

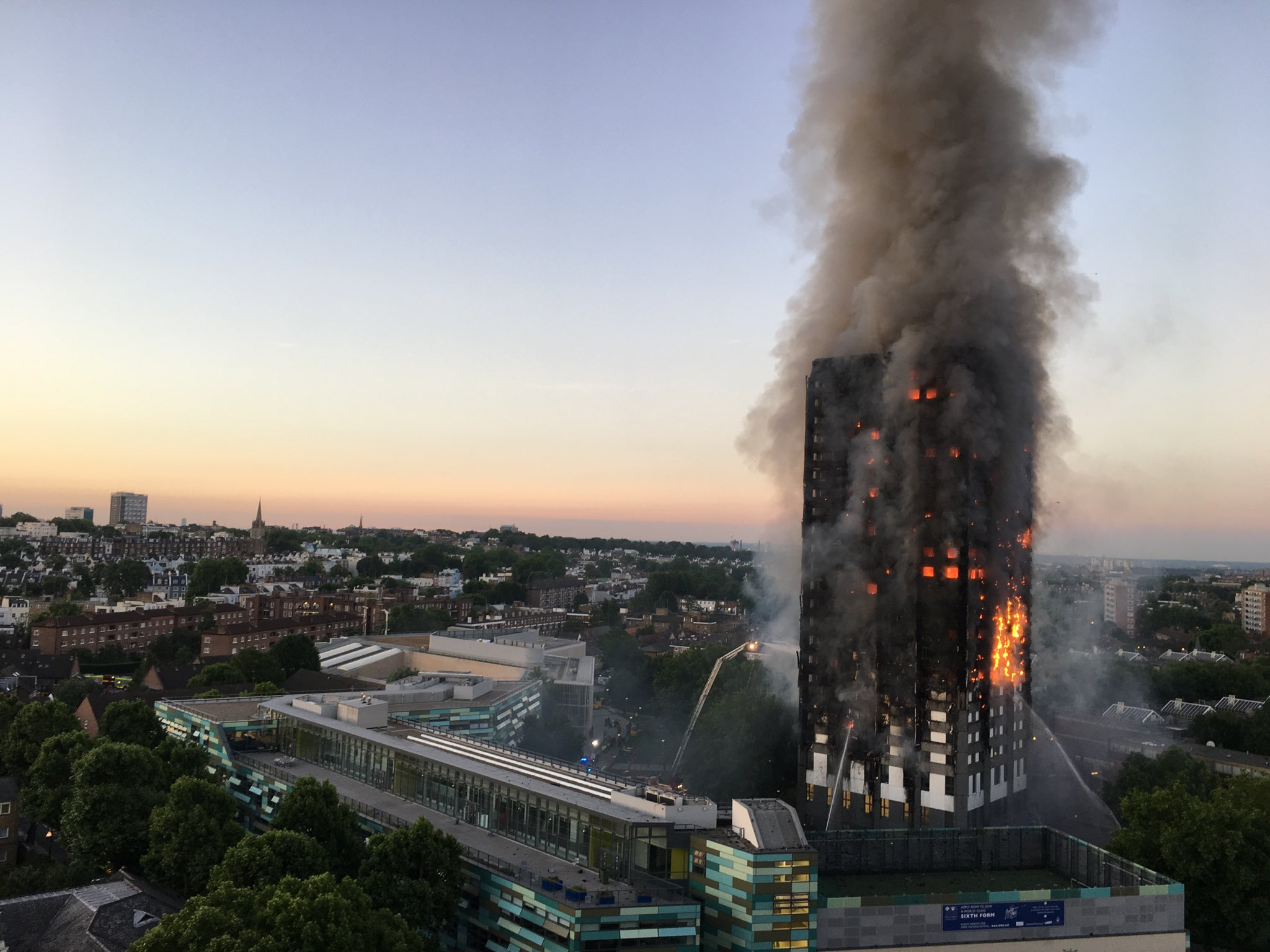
Torre Grenfell em chamas, em 14 de junho de 2017.

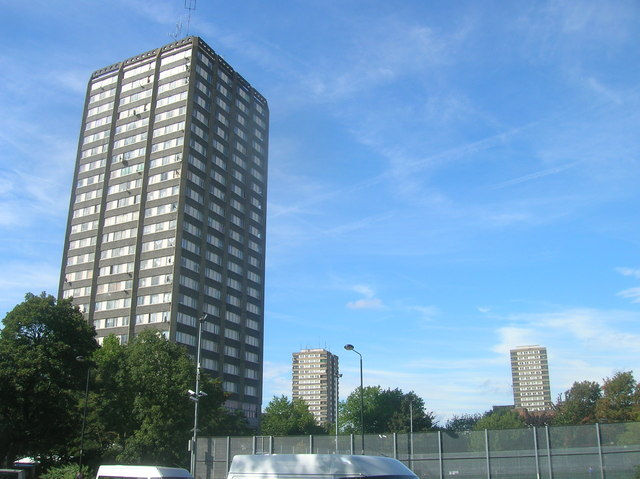
Torre Grenfell em 8 de setembro de 2009.

O incêndio na torre Grenfell ocorreu em Londres, no dia 14 de junho de 2017, e destruiu inteiramente o imóvel denominado Grenfell Tower, um prédio residencial popular de 24 andares,  com 127 apartamentos, situado em North Kensington - uma área em franco processo de gentrificação.
72 pessoas morreram no incêndio.

## Reação
A então primeira-ministra britânica, Theresa May, anunciou que seria  disponibilizado o montante de 5 milhões de libras esterlinas (cerca de 5,7 milhões de euros) para ajuda de emergência às vítimas do incêndio.
No dia 17 de junho, no Palácio de Buckingham, a  rainha Isabel II, acompanhada pelo marido, o Duque de Edimburgo, participou do minuto de silêncio em memória às vítimas do incêndio. A rainha, num comunicado, declarou ser difícil evitar o ânimo sombrio vivido no Reino Unido, depois das tragédias vividas ao longo daquele ano, como os atentados terroristas e o incêndio na Grenfell Tower.
Do Vaticano, o Papa Francisco enviou as suas condolências ao arcebispo de Westminster, destacando o trabalho e a "valentia" das equipes de emergência, no atendimento às vítimas.

## Causas
Desde o incêndio, muitas pessoas criticaram a gestão do edifício, considerada negligente, principalmente por se tratar de habitação social, sendo que alertas sobre o perigo de incêndios foram ignorados durante anos.
Especialistas questionaram o revestimento do edifício, colocado em 2015, pois continha polietileno, o que poderia explicar a rapidez com que se propagou o fogo. Segundo o jornal The Times, a utilização daquele tipo de revestimento já era proibida nos Estados Unidos, para edifícios com mais de 12 metros de altura.

## Consequências
Pelo menos 12 dos cerca de 1300 bombeiros que combateram o incêndio foram posteriormente diagnosticados com cancro terminal. De acordo com os relatórios médicos, os tipos de cancros mais detetados foram cancros digestivos e leucemia.
Também Acidentes Vasculares Cerebrais, doenças cardíacas e insuficiência renal foram detetados em pessoas envolvidas no incidente, quer no combate, no socorro ou vítimas e moradores do prédio.
Alguns dos bombeiros que estiveram no local do desastre usaram as fardas, contaminadas, durante mais de 10 horas, enquanto outros estiveram fechados numa cave cheia de fumo durante seis horas.
As análises efetuadas aos detritos do prédio, encontrados num raio de até 200 metros da torre, revelaram a existência de concentrações elevadas de produtos químicos cancerígenos.
Em 4 de setembro de 2024, o relatório final de tragédia disse que o incêndio na Torre Grenfell foi o resultado de "décadas de falhas" por parte do governo e de órgãos do setor da construção, que transformaram o edifício em uma "armadilha mortal".